# Manuel Alonso Sañudo
Manuel Alonso Sañudo (1856-1912) fou un metge eminent espanyol que va estudiar la intoxicació per neuropaties i la síndrome bulbar de les malalties cerebrals.
Va néixer a Madrid, de família modesta, descendent de Cantàbria, el dia 27 de novembre de 1856. Va estudiar a l'Instituto del Noviciado de Madrid, el segon ensenyament i va obtenir el grau de Batxiller el 1871. Es va llicenciar en Medicina el 1876, abans de fer vint anys, al Col·legi de San Carlos. Es va doctorar un any després.
Va exercir primer com a metge interí en la Beneficència Municipal, càrrec que va guanyar poc després per oposició, seguint en aquest lloc fins a 1886, en què va guanyar la Càtedra de Clínica Mèdica de la Facultat de Medicina de Valladolid. Per interessar més, poc després la va permutar amb el metge Sanchez Herrero, que exercia aquesta mateixa Càtedra a Saragossa i es va traslladar a la capital aragonesa. Allí va romandre durant vuit anys, fins a 1894. Per concurs, en aquest any va aconseguir la Càtedra de Madrid, en la qual va romandre fins a la fi dels seus dies. Al llarg de vint anys, des de llavors va ser un clínic molt reputat i un professor exemplar.
A més, i en plans d'actuació diferent a la universitària, va exercir alts llocs en la Sanitat estatal. Va ser Inspector General de Sanitat Exterior, i a Saragossa, durant la seva estada allí, Vicepresident de la Reial Acadèmia de Districte. Abans de ser designat per concurs de mèrits Inspector General Sanitari, va ser vocal del Reial Consell Nacional de Sanitat i, precedentment, vocal de la Junta Provincial de Sanitat de Madrid. Va representar a Espanya en el Congrés Internacional de Medicina de Roma el 1893 i en la Conferència Internacional Sanitària de Venècia contra la pesta. Fou part de la Junta Directiva del Col·legi de Metges de Madrid, Membre d'honor de la Societat Espanyola d'Hidrologia Medica i Acadèmic corresponent de la de Barcelona. Posseïa diverses condecoracions nacionals i les d'Oficial de la Legió d'Honor de França i de l'Orde de la Immaculada Concepció de Vila Viçosa, de Portugal.
En l'alt càrrec de Sanitat que va exercir, va haver d'enfrontar amb una situació poc habitual en política sanitària i per això va realitzar una profunda reorganització, que va ser, sens dubte, la base efectiva d'ulteriors avenços en aquest terreny. Des de la Càtedra, al seu torn, va desenvolupar una tasca ingent com clínic extraordinari i mestre insuperable, dedicant a l'ensenyament i a l'assistència, oficial i privada, els seus millors afanys i esforços. Com a complement de la seva tasca de Càtedra va escriure dues importants obres: «Lecciones de Patología Medica» i «Lecciones de Clínica Medica», a més de nombroses publicacions, conferències i discursos. Va adquirir molt aviat a Madrid, a Espanya sencera un prestigi extraordinari com a clínic expert i consultor decisiu, en parangó, sens dubte, amb els millors professionals i professors europeus.
A la Reial Acadèmia Nacional de Medicina va ocupar un lloc també destacat en ser triat al novembre de 1897 per reemplaçar al Dr. Gabriel Alarcón, que va morir poc abans, sent Acadèmic electe; Manuel Alonso Sañudo va prendre possessió el 19 de febrer de 1899, pronunciant un magnífic discurs d'ingrés sobre «Carácter filosófico de los estudios médicos actuales», Li va contestar l' Acadèmic i en aquell moment degà de la Facultat de Medicina, il·lustre Dr. Calleja. Va quedar adscrit a la Secció de Filosofia i Literatura amb la Medalla núm. 6. El seu pas per l'Acadèmia es va caracteritzar per la seva assiduïtat i participació freqüent i sempre oportuna i sàvia.
En els últims anys de la seva vida, la pèrdua de la seva única filla (tenia, a més, tres fills homes) el va afectar moralment de manera irreparable, acabant en poc temps la seva vida, víctima materialment d'un procés maligne que el va portar al sepulcre el dia 8 de desembre de 1912. Envoltat dels seus familiars i íntims amics i manifestant la seva fe cristiana va acabar la seva existència.